# سفارت ژاپن در واشینگتن
سفارت ژاپن در واشینگتن (به انگلیسی: Embassy of Japan) یک سفارت در ایالات متحده آمریکا است که در واشینگتن، دی.سی. واقع شده‌است.